# الإبادة الجماعية في كوريمي
مجزرة كوريمي هي واحدة من الفصول الدموية في حملة الأنفال التي شنها النظام العراقي ضد الأكراد في عام 1988. وقعت المجزرة في قرية كوريمي الواقعة في إقليم كردستان العراق، حيث تم خلالها استهداف المدنيين من قبل الجيش العراقي. تم تدمير القرية وقتل العديد من سكانها، وأسر آخرون. المجزرة كانت جزءًا من عملية منظمة لإبادة الشعب الكردي خلال فترة الأنفال.

## خلفية الحملة
حملة الأنفال كانت سلسلة من العمليات العسكرية التي نفذها النظام العراقي ضد الأكراد في أواخر الثمانينات، والتي شملت استخدام أسلحة كيميائية وعمليات إعدام جماعي. كانت الحملة تهدف إلى تدمير الحياة في المناطق الكردية في العراق، بما في ذلك تشريد السكان، وتدمير القرى، وقتل المدنيين الأبرياء. [بحاجة لمصدر]

## مجزرة كوريمي
في عام 1988، تعرضت قرية كوريمي للهجوم من قبل الجيش العراقي خلال حملة الأنفال. تم تدمير القرية بالكامل، وقتل العديد من سكانها من النساء والأطفال والرجال. وفقًا للناجين من المجزرة، تم استخدام أساليب وحشية تشمل القتل تحت التعذيب والإعدام الجماعي. الكثير من العائلات تم تهجيرها قسرًا من مناطقهم إلى أماكن أخرى.

## الضحايا
أفادت التقارير أن العديد من الضحايا تم دفنهم في مقابر جماعية منتشرة في مناطق مختلفة من كردستان العراق. هؤلاء الضحايا كانوا من مختلف الأعمار والفئات الاجتماعية، وكانوا في الغالب من المدنيين الذين لم يكونوا متورطين في أي نشاطات مقاومة ضد الحكومة العراقية. استمر البحث عن هوية الضحايا في السنوات التي تلت المجزرة.

## آثار المجزرة
تسببت المجزرة في صدمة اجتماعية ونفسية كبيرة في المجتمع الكردي. العائلات التي فقدت أقاربها عاشت مع ذكرى هذه المأساة طوال حياتها. كما أن الآثار المدمرة للمجزرة استمرت في التأثير على القرية نفسها، حيث لا تزال الأرض ممتلئة بالمقابر الجماعية، وشواهد على تلك المذبحة الوحشية.

## إحياء الذكرى
تُحيي العديد من المنظمات الكردية والدولية ذكرى مجزرة كوريمي من خلال تنظيم فعاليات تذكارية وإقامة نصب تذكارية للمجزرة. بالإضافة إلى ذلك، تُطالب منظمات حقوق الإنسان الحكومة العراقية بالاعتراف رسميا بهذه المجزرة والجرائم المرتبطة بها، وتقديم تعويضات للضحايا وعائلاتهم.